# Линтваровка

Линтваровка (укр. Линтварівка) — село,
Севериновский сельский совет,
Сумский район,
Сумская область,
Украина.
Код КОАТУУ — 5924786905. Население по переписи 2001 года составляло 2 человека.

## Географическое положение
Село Линтваровка находится на расстоянии до 1,5 км от сёл Марьевка, Степаненково и пгт Степановка.
По селу протекает пересыхающий ручей с запрудой.
Рядом проходит автомобильная дорога Р-44.